# Italiaans curlingteam (gemengd)
Het Italiaanse curlingteam vertegenwoordigt Italië in internationale curlingwedstrijden.

## Geschiedenis
Italië nam voor het eerst deel aan een internationaal toernooi voor gemengde landenteams tijdens de openingseditie van het Europees kampioenschap in het Andorrese Canillo. Het werd gedeeld eerste in de groep, maar verloor in de play-offs van Duitsland. Italië won het zilver onder leiding van Valter Bombassei in 2006. In de finale werd verloren van Schotland met 4-8. Italië haalde verder nog de play-offs in 2011 en verloor Tie-breakers voor een plaats in de play-offs in 2013 en 2014.
Na de tiende editie van het EK werd beslist het toernooi te laten uitdoven en te vervangen door een nieuw gecreëerd wereldkampioenschap voor gemengde landenteams. De eerste editie vond in 2015 plaats in het Zwitserse Bern. Italië haalde de play-offs in 2015 en 2016 maar verloor van respectievelijk Canada en Rusland. Italië liet in 2017 verstek gaan. Op het wereldkampioenschap curling gemengd in 2022 haalde Italië de kwalificatiewedstrijd voor de play-offs. Verloren werd van Canada, gedeeld negende. Ook het jaar daarop verloor het team in de voorronde van de play-offs. In 2024 werd er weer met 16 teams in de play-offs gespeeld. Ook toen bereikte het land de kwartfinale niet.

## Italië op het wereldkampioenschap
| Jaar | Plaats        | Skip             | WG            | W             | V             | PV            | PT            |
| ---- | ------------- | ---------------- | ------------- | ------------- | ------------- | ------------- | ------------- |
| 2015 | 9             | Denise Pimpini   | 9             | 6             | 3             | 46            | 41            |
| 2016 | 9             | Denise Pimpini   | 7             | 4             | 3             | 36            | 37            |
| 2017 | Geen deelname | Geen deelname    | Geen deelname | Geen deelname | Geen deelname | Geen deelname | Geen deelname |
| 2018 | 21            | Emanuela Cavallo | 8             | 3             | 5             | 37            | 48            |
| 2019 | 18            | Denise Pimpini   | 7             | 4             | 3             | 51            | 34            |
| 2022 | 9             | Denise Pimpini   | 8             | 5             | 3             | 54            | 50            |
| 2023 | 9             | Alberto Pimpini  | 8             | 5             | 3             | 36            | 35            |
| 2024 | 9             | Giorgia Maurino  | 8             | 5             | 3             | 74            | 32            |

## Italië op het Europees kampioenschap
| Jaar | Plaats | Skip               | WG | W | V | PV | PT |
| ---- | ------ | ------------------ | -- | - | - | -- | -- |
| 2005 | 7      | Antonio Menardi    | 5  | 3 | 2 | 38 | 25 |
| 2006 | 2      | Valter Bombassei   | 8  | 6 | 2 | 55 | 38 |
| 2007 | 9      | Antonio Menardi    | 6  | 3 | 3 | 39 | 33 |
| 2008 | 9      | Antonio Menardi    | 7  | 4 | 3 | 40 | 32 |
| 2009 | 18     | Lucretia Salvai    | 7  | 2 | 5 | ?  | ?  |
| 2010 | 11     | Diana Gaspari      | 7  | 1 | 6 | ?  | ?  |
| 2011 | 5      | Valter Bombassei   | 8  | 5 | 3 | 45 | 45 |
| 2012 | 16     | Alessandro Zisa    | 7  | 3 | 4 | 35 | 43 |
| 2013 | 10     | Federica Apollonio | 8  | 4 | 4 | 47 | 44 |
| 2014 | 9      | Simone Gonin       | 8  | 5 | 3 | 57 | 43 |